# Romain Ntamack
Romain Ntamack (* 1. května 1999 Toulouse) je francouzský ragbista, který hraje jako útoková spojka. Je hráčem Toulouse od roku 2017, se kterým vyhrál pětkrát francouzskou ligu (2019, 2021, 2023, 2024, 2025). V roce 2021 a 2024 s klubem vyhrál i Evropský pohár mistrů. V lednu 2023 odehrál za Toulouse stý zápas. Smlouvu má do roku 2028. V roce 2022 byl zvolen do nejlepší sestavy francouzské ligy. 
V roce 2018 se stal mistrem světa do dvaceti let. Na Six Nations 2020 si připsal ze všech hráčů nejvíce bodů (57). S francouzskou reprezentací vyhrál Six Nations v roce 2022 a 2025. 
Zúčastnil se MS 2019, kde získal ze všech Francouzů nejvíce bodů (27). Následujícího světového šampionátu se nezúčastnil kvůli zranění levého kolena. Reprezentační premiéru si připsal v únoru 2019 proti Walesu a první pětku položil ve stejném roce proti Skotsku.